# Slootdorp
Slootdorp is een dorp in de polder Wieringermeer, in de gemeente Hollands Kroon, in de Nederlandse provincie Noord-Holland.
Slootdorp ligt vier kilometer ten westen van Wieringerwerf en vier kilometer ten noorden van Middenmeer. De oorspronkelijke naam was Sluis I. Het dorp is gebouwd rond 1930, het is daarmee het oudste dorp in deze Zuiderzeepolder. Maar de huidige bebouwing is van na de Tweede Wereldoorlog. Het dorp moest namelijk herbouwd worden nadat de Duitsers de dijken hadden doorbroken, waardoor een groot deel verwoest werd door het water. Het dorp heeft op 1 januari 2023 2.195 inwoners.
Slootdorp ligt op een kruising van water- en verkeerswegen, waardoor er een verdeling in vier gebieden (kwadranten) is ontstaan met elk hun karakteristieke bebouwing.
In 2004 is men begonnen met een grootschalige herstructurering om de leefbaarheid van het dorp te vergroten. Dit proces is medio 2009 afgerond.
De oudste kerk van de Wieringermeer stond in Slootdorp, deze is in 2010 gesloopt, hiervoor in de plaats zijn vijftien woningen gebouwd.